# 趙齊芳
趙齊芳，山西曲沃縣人，清朝政治人物、進士出身。

## 生平
順治三年，登進士，授通城縣知縣。